# Мельгунова, Екатерина Алексеевна
Екатерина Алексеевна Мельгунова, в браке княгиня Волконская (17 мая 1770 — 21 августа 1853) — устроительница подмосковной усадьбы Суханово. С 1 июля 1847 года кавалерственная дама ордена Святой Екатерины (малого креста); с декабря 1848 года — статс-дама.
Единственная дочь екатеринского сановника Алексей Петровича Мельгунова от брака с Натальей Ивановной Салтыковой. Была замужем за генерал-лейтенантом князем Дмитрием Петровичем Волконским (1764—1812). Унаследовала усадьбу Суханово после смерти старшего бездетного брата Владимира.
В 1812 году умер от ран её супруг. Он был похоронен сначала в своём рязанском имении — селе Малинники. В том же году княгиня Волконская поручила Д. Жилярди построить мавзолей в Суханово (30 мая 1813 года «заложен оный храм и 26 августа 1813 закончен»), в который был перенесён прах любимого ею мужа, там же был упокоен впоследствии и её прах.
Будучи бездетной, Екатерина Алексеевна в 1820-е гг. привлекла к благоустройству усадьбы любимого племянника своего мужа князя Петра Михайловича Волконского и сделала его совладельцем имения. При нём оно стало заповедным с правом перехода по наследству к старшему из потомков. Кроме своего имения княгиня Волконская передала в собственность племяннику и свой дом на Дворцовой набережной, с условием получать от него пожизненную, весьма солидную пенсию и пользоваться квартирой в нижнем этаже дома.
Фельдмаршал Волконский боготворил свою тётушку, которая в столичном обществе была известна под именем la tante militaire («военная тётушка»). Согласно отзыву Петра Долгорукова, через своего племянника княгиня Волконская пользовалась огромным влиянием в придворном кругу:
Трудно было найти женщину более искательную перед придворными фаворитами, более подлую и более жадную: она была страшной взяточницей. Невзирая на свою знатность, на своё богатство, на своё влиятельное общественное положение, она брала взятки столь же усердно, как и жена письмоводителя любого городничего; не брезгала ничем, даже банкой помады, и про нее говорили, что «у нее всякое даяние благо и всяк дар совершен».

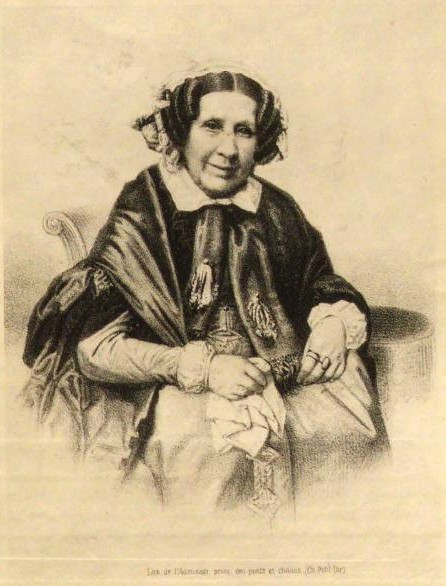
Княгиня Волконская Е. А., 1840-е гг.

В 1820-е и 1830-е гг., когда княгиня Волконская жила в Москве, она часто упоминалась А. Я. Булгаковым в письмах к брату.
К моменту передачи своего имущества племяннику, княгиня Волконская была должна казне около четырёх миллионов рублей. Узнав об этом, император Николай I в 1845 году простил этот долг. Невзирая на высокое положение П. М. Волконского, княгиня долгое время не удостоена была (к её большому прискорбию) никаких придворных почестей. По словам М. Д. Бутурлина, «любое известие о назначение статс-дамой какой-то княгини или графини, вызывало у Екатерины Алексеевны досаду и зависть». Только в 1847 году из-за внимания императора к князю П. М. Волконскому, она была удостоена чести и пожалована в кавалерственные дамы, а через год в статс-дамы.
Скончалась княгиня в глубокой старости 21 августа 1853 года и была похоронена в своём подмосковном имении Суханово.